# Rehab (에이미 와인하우스의 노래)
〈Rehab〉은 에이미 와인하우스의 노래이다. 정규 데뷔 앨범 《Back to Black》의 리드 싱글이다. 빌보드 핫 100 7위와 영국 싱글 차트 9위를 한 곡이다. 미국 음반 산업 협회(RIAA) 인증 더블 플래티넘 등급, 영국 축음기 협회(BPI) 인증 플래티넘 등급을 받은 곡이다.

## 곡 목록
| #  | 제목                      | 재생 시간 |
| -- | ------------------------- | --------- |
| 1. | 〈Rehab〉 (Album Version) | 3:36      |
| 2. | 〈Do Me Good〉            | 4:20      |

| #  | 제목                                     | 재생 시간 |
| -- | ---------------------------------------- | --------- |
| 1. | 〈Rehab〉 (Album Version)                | 3:36      |
| 2. | 〈Close to the Front〉                   | 4:35      |
| 3. | 〈Rehab〉 (Desert Eagle Discs Vocal Mix) | 5:00      |

| #  | 제목                                                               | 재생 시간 |
| -- | ------------------------------------------------------------------ | --------- |
| 1. | 〈Rehab (Hot Chip Vocal Remix)〉 (Hot Chip Remix)                  | 6:58      |
| 2. | 〈Rehab (Pharoahe Monch Remix)〉 (Amy Winehouse vs Pharoahe Monch) | 3:36      |
| 3. | 〈Rehab (Vodafone Live)〉 (Live at TBA)                            | 3:40      |

| #  | 제목                                                               | 재생 시간 |
| -- | ------------------------------------------------------------------ | --------- |
| 1. | 〈Rehab (Remix)〉 (featuring Jay Z)                                | 3:52      |
| 2. | 〈Rehab (Pharoahe Monch Remix)〉 (Amy Winehouse vs Pharoahe Monch) | 3:36      |

| #  | 제목                             | 재생 시간 |
| -- | -------------------------------- | --------- |
| 1. | 〈Rehab〉 (Demo Version)         | 3:38      |
| 2. | 〈Rehab〉 (Vodafone Live at TBA) | 3:41      |
| 3. | 〈Rehab〉 (Hot Chip Remix)       | 6:58      |
| 4. | 〈Rehab〉 (Pharoahe Monch Remix) | 3:36      |
| 5. | 〈Rehab〉 (featuring Jay Z)      | 3:52      |

## 제작 및 공개

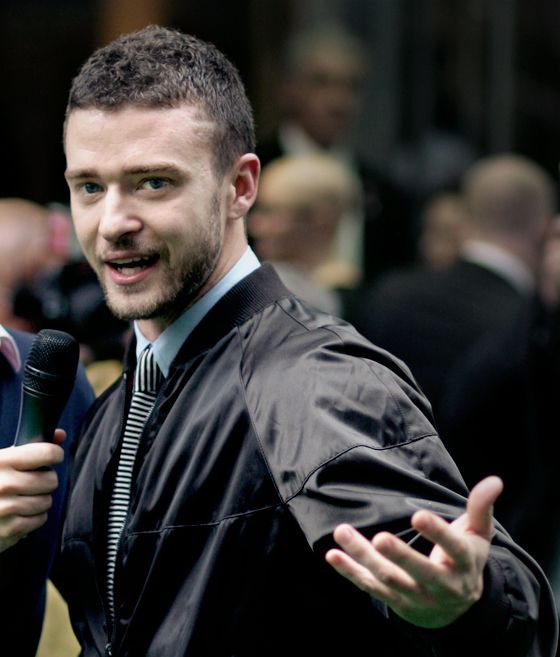
리한나에 따르면, 팀버레이크는 "그의 머릿속에서" 노래의 가사를 썼다. 그는 종이에 아무것도 쓰지 않았다. 그는 부스에 들어가서 노래를 불렀다.".

"Rehab"은 리한나의 세 번째 스튜디오 앨범인 Good Girl Gone Bad을 위해 팀버랜드가 작곡하고 제작한 3곡 중 하나이다. 팀버랜드는 팀버랜드가 프로듀싱한, 1999년 팀버레이크의 앨범 FutureSex/LoveSounds을 홍보하기 위해 저스틴 틴버레이크 함께 FutureSex / LoveShow에서 투어를 진행하고 있었다. 팀버랜드 역시 제작했다. 시카고 공연을 마치고, 그들은 팀버레이크가 비트와 멜로디를 시도해봤던, 스튜디오에서 리한나와 합류했다. 몇 주 후, 세 사람은 팀버레이크가 이미 리한나를 위한 노래를 구상해놓은, 뉴욕에서 함께 모였다. 리한나에게 "Rehab"라는 노래를 작곡해주고 싶었던 팀버랜드는 팀버레이크가 들어와서 노래를 즉흥적으로 연주했을 때 비트를 프로듀싱하고 있었다. 한논 레인은 이 곡을 공동 작사하고 공동 제작했으며, 데마시오 카스테론이 2007년 뉴욕의 로크 더 미크 스튜디오에서 녹음하고 믹싱했다.  팀버랜드와 함께한 리한나의 활동은 또한 Good Girl Gone Bad를 위해 제작했던 "Sell Me Candy"와 "Lemme Get That"로 이어졌다.
팀버레이크는 엔터테인먼트 위클리에게 "Rehab"이 "리한나가 음악 산업에서 성인으로 받아들여질 수 있는 다리"라고 믿었다고 말했다. 리한나는 디지털 스파이의 로버트 코프세에게 팀버레이크와 함께 일하는 것이 즐거웠고, 세션에서 많은 것을 배웠다고 말했다. 그녀는 "저스틴과 스튜디오에서 함께 일하는 것은 정말 좋다. 그는 재밌고 모든 세션들을 즐겁게 만드는 것을 좋아한다. 또한 가사에 관해서도 정말 천재적이다"고 말했다.
"Rehab"은 리한나의 세 번째 스튜디오 앨범인 Good Girl Gone Bad (2007) 에서 발매된 8번째이자 마지막 싱글이었다. 미국 음악 잡지인 Rap-up에 따르면, "Breakin' Dishes"와 "Rehab"은 모두 잠재적 싱글 발매였지만, "Rehab"이 선택되었다. 데프 잼 레고딩스는 2008년 10월 6일 미국의 현대 히트 라디오에서 방송용으로 노래를 발표했다. 2008년 11월 3일, 리듬 컨템포러리 및 어반 컨템포퍼리  라디오 방송국에 발매되었다.  싱글은 2008년 12월 8일 영국 Mercury Records에서 앨범 버전과 "Rehab"의 악기 버전이 포함됨 CD 싱글로 발매되었다. 같은 날, 아일랜드에서 디지털 다운로드로 출시되었다. 리한나의 Good girl Gone Bad Tour(2007-2009) 기간 동안 맨체스터에서 녹음된 이 노래의 라이브 공연은 영국과 아일랜드 아이튠즈 스토어에서 다운로드할 수 있게 공개되었다. 그 공연은 리한나의 DVD Good Girl Gone Bad Live에 등장했다.
2008년 12월 12일, 이 노래와 악기 버전은 호주, 이탈리아, 뉴질랜드, 스페인, 스위스를 초함한 10개국에서 아이튠즈와 7디지털 에서 발매되었다.  2009년 1월, 영국 발매와 같은 소재를 가지고, 독일에서 CD 싱글로 발매되었다. 2009년 초, 팀버랜드는 버라이즌 커뮤니케이션과 계약을 맺었고, 그 계약에 따라 그는 블랙베리 스톰 휴대폰 소유자를 위한 독점적인 음악을 만들 것이었다. 그는 다양한 아티스트와 작업하고 그들의 노래를 리믹스하기 위해 계약을 맺었고, 이는 verizon 고객이 추가 비용을 지불 없이 다운로드할 수 있게 되었다. "Rehab"은 프로젝트를 위해 리믹스된 첫 번째 곡으로, 이 버전은 2009년 5월 19일 캐나다와 미국에서 아이튠즈를 통해 발매되었다.

2008년 12월 12일, 이 노래와 그 기악 버전은 호주, 이탈리아, 뉴질랜드, 스페인, 스위스를 포함한 10개국에서 아이튠즈와 7디지털에 발매되었다.2009년 1월, 독일에서 CD 싱글로 발매되었으며, 영국 발매와 같은 소재로 발매되었다.2009년 초, 팀발랜드는 버라이즌 커뮤니케이션과 계약을 맺었고, 그 계약에 따라 그는 블랙베리 스톰 휴대폰 소유자를 위한 독점적인 음악을 만들 것이다.그는 다양한 아티스트와 함께 작업하고 그들의 노래를 리믹스하기 위해 계약을 맺었고, 이는 Verizon 고객이 추가 비용 없이 다운로드할 수 있게 되었다. "Rehab"은 프로젝트를 위해 리믹스된 첫 번째 노래였다,그리고 이 버전은 2009년 5월 19일 캐나다와 미국에서 iTunes를 통해 출시되었다.

## 구성
"Rehab"는 은은한 백비트가 있는, 미드 템포 R&B 발라드이다. 소니/ATV 뮤직 퍼블리싱에서 발표한 디지털 음반에 따르면, 그것은 G 단조 키로 쓰여져 있고 일반적인 시간으로 설정되며, 적당히 느린 그루브가 있다. 음향 범위는 F3 에서 B♭<sub>4</sub> 까지 거의 옥타브 반에 걸쳐 있다. "Rehab"는 Stevie Blacke가 연주하는 현악 섹션과 한논 레인의 건반 멜로디가 있는 바이올린, 첼로, 탬버린 악기 그루브로 시작된다. 그런 다음 리한나는 오프닝 라인을 부른다, "자기야, 자기야, 우리가 처음 만났을 때, 나는 그렇게 강한 것을 느껴본 적이 없었어".
그래서 우리는 재활원에 들어가는 것에 대해 이야기하는데, 이는 우리가 그를 극복해야 한다는 것을 의미한다. 그리고 우리는 그 남자를 질병이나 중독에 비유한다."왓슨은 그 노래를 "사랑에 걸린 발라드"라고 불렀다.
비평가들은 "Rehab"의 구조와 "What Goes Around... Comes Around"와 "Cry Me a River"와 같은 팀버레이크의 일부 노래들 사이의 유사성을 지적했다. IGN 스펜스 D.는 그 노래가 리한나의 이전 싱글과 비슷한 "R&B 스윙"을 가지고 있다고 썼다. 엔터테인먼트 위클리 의 마조 왓슨과의 인터뷰에서 리한나는 노래의 가사의 의미를 설명했다. "'Rehab'는 은유적인 노래다. Rehab는 정말 우리가 그 남자를 극복해야 한다는 것을 의미한다. 그래서 우리는 재활센터에 입원하는 것에 대해 이야기한다. 즉, 우리는 그를 극복해야 한다는 뜻이다. 그리고 우리는 그 남자를 질병이나 중독과 비교한다. " 왓슨은 더 나아가 노래를 "사랑의 병"이라고 불렀다.

## 라이브 공연

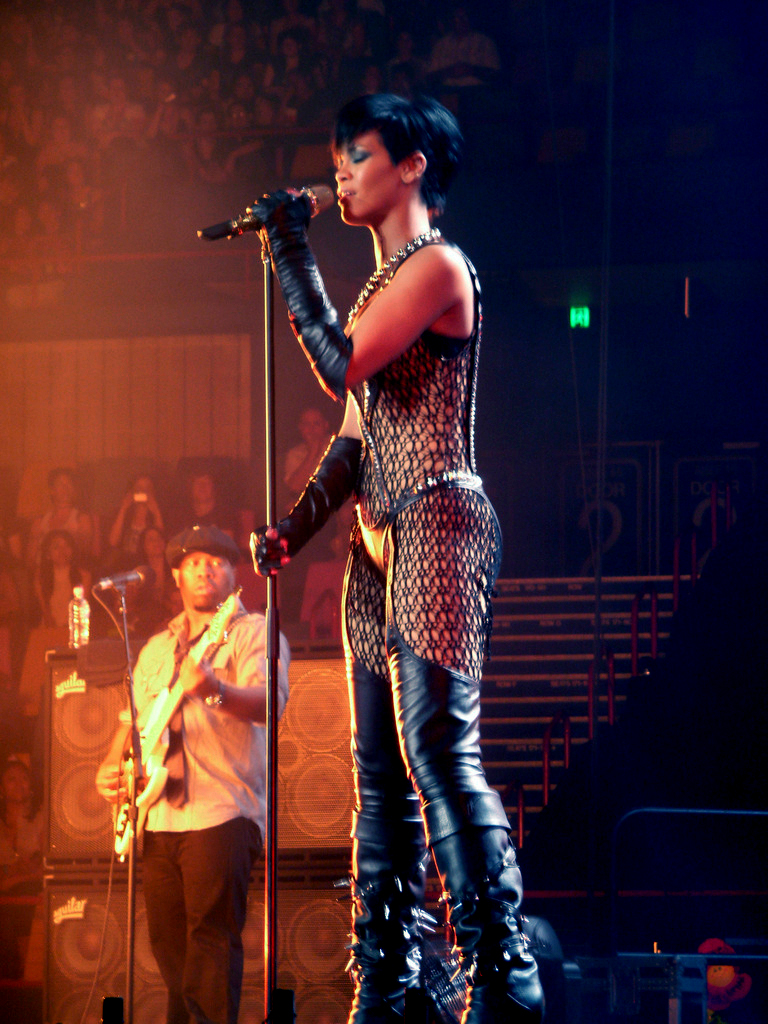
리한나는 브리즈번에서 그녀의 굿걸 고네 배드 투어에서 공연하고 있다.

2008년 4월 28일, 리한나는 웨스트의 '글로우 인 더 더크 투어'의 일환으로 칸웨 웨스트, N.E.R.D, 루페 피아스코 함께 펩시 센터에서 공연했다.  그녀는 "Rehab"과 Good Girl Gone Bad의 다른 노래들을 불렀다. 덴버 포스트 존 웬젤은 "Rehab"와 다른 노래들이 "더 많은 백 보컬, 또는 아마도 더 집중된 퍼포먼스 접근 방식의 혜택을 받았을 것"이라고 썼다. 싱글을 홍보하기 위해 리한나는 2008년 11월 23일 2008년 미국 뮤직어워드에서 라이브로 "Rehab"를 공연했고, 그곳에서 그녀는 가장 좋아하는 팝/록 여성 아티스트 가장 좋아하는 소울/R&amp;B 여성 아티스트 상을 수상했다.  시상식에서 그녀는 안대를 착용하고 공연했는데, 나중에 메인 스테이지로 내려가자 제거했다.
"Rehab"은 리하나의 'Good Girl Gone Bad Tour' (2007-2009)의 세트 리스트의 네 번째 곡이다. 그녀의 공연은 맨체스터에서의 아이튠즈를 통해 영국에서 공개되었다. 그리고 Good Girl Gone Bad Live DVD에 등장한다. 리한나는 2009년 2월 7일, 그래미 전 파티에서 "Rehab"을 공연했다. 그녀는 51회 그래미 시상식 공연을 할 예정이었으나, 당시 남자친구, 가수 크리스 브라운 교류한 후 공연을 취소했다.

리한나는 2010년 '지구에서 마지막 소녀 투어' 세트리스트의 12번째 곡이었고, 이 곡을 통해 인간의 머리와 팔꿈치로 잠속된 금속 캐스트로 장식된 치료사의 소파에서 연주했다. 버라이티의 데이비드 스프라그는 매디슨 스퀘어 가든에서 그녀의 "Rehab" 공연은 실망스러운 리드라고 불렀다. 뉴욕 타임즈 의벤 라트리프 "Rehab'" 동안 리한나의 입술 컬 과 그리고 'Rude Boy' 동안 낮은 힙합은 그녀의 몸소 언어의 히트곡이었다"고 썼다. 시티 라이프의 데보라 린턴은 리하나가 "심지어 정신병 소파를 섹시하게 보이게 할 수 있다"고 썼다 린턴은 쇼의 무대 세트를 인상적이고 상상력이 있다고 말했다. 프로비던스 저널의 릭 마시모는 리한나가 "Rehab" 동안 자신을 네온사진으로 표현한 것처럼 보였고, 청중에게 거의 언급하지 않았으며, 쇼 마지막까지 평평한 진부한 클리셰를 넘어서지 않았다"고 썼다. ."Rehab"과 Rihanna의 2009년 싱글 "Russian Roulette"은 투어의 호주 구간 동안 세트리스트에서 제외되었다.

## 인증
| 국가                                                                                         | 인증        | 판매량/출하량 |
| -------------------------------------------------------------------------------------------- | ----------- | ------------- |
| 벨기에 (BEA)                                                                                 | 골드        | 25,000*       |
| 덴마크 (IFPI Danmark)                                                                        | 플래티넘    | 15,000^       |
| 이탈리아 (FIMI)                                                                              | 플래티넘    | 30,000*       |
| 뉴질랜드 (RMNZ)                                                                              | 골드        | 5,000*        |
| 스페인 (PROMUSICAE)                                                                          | 3× 플래티넘 | 60,000^       |
| 스위스 (IFPI 스위스)                                                                         | 플래티넘    | 30,000^       |
| 영국 (BPI)                                                                                   | 플래티넘    | 600,000       |
| 미국 (RIAA)                                                                                  | 플래티넘    | 2,000,000     |
| *판매량을 기반으로 한 인증 · ^출하량을 기반으로 한 인증 · 판매량+스트리밍을 기반으로 한 인증 |             |               |